# Municipio de Jackson (condado de Miami)
El municipio de Jackson (en inglés: Jackson Township) es un municipio ubicado en el condado de Miami en el estado estadounidense de Indiana. En el año 2010 tenía una población de 1956 habitantes y una densidad poblacional de 32,31 personas por km².

## Geografía
El municipio de Jackson se encuentra ubicado en las coordenadas 40°36′8″N 85°54′10″O / 40.60222, -85.90278. Según la Oficina del Censo de los Estados Unidos, el municipio tiene una superficie total de 60.54 km², de la cual 60.34 km² corresponden a tierra firme y (0.32%) 0.19 km² es agua.

## Demografía
Según el censo de 2010, había 1956 personas residiendo en el municipio de Jackson. La densidad de población era de 32,31 hab./km². De los 1956 habitantes, el municipio de Jackson estaba compuesto por el 97.34% blancos, el 0.31% eran afroamericanos, el 0.36% eran amerindios, el 0.2% eran asiáticos, el 0.05% eran isleños del Pacífico, el 1.07% eran de otras razas y el 0.66% pertenecían a dos o más razas. Del total de la población el 3.07% eran hispanos o latinos de cualquier raza.